# Xã Redwood Falls, Quận Redwood, Minnesota
Xã Redwood Falls (tiếng Anh: Redwood Falls Township) là một xã thuộc quận Redwood, tiểu bang Minnesota, Hoa Kỳ. Năm 2010, dân số của xã này là 181 người.